# Leucophyllum
Leucophyllum es un género con 28 especies de plantas de flores perteneciente a la familia Scrophulariaceae. 

## Especies seleccionadas
- Leucophyllum alejandrae
- Leucophyllum altamiranii
- Leucophyllum ambiguum
- Leucophyllum campanulatum
- Leucophyllum candidum
- Leucophyllum frutescens
- Leucophyllum laevigatum

- Datos: Q2702896
- Multimedia: Leucophyllum / Q2702896
- Especies: Leucophyllum